# Remouillé
Remouillé är en kommun i departementet Loire-Atlantique i regionen Pays de la Loire i nordvästra Frankrike. Kommunen ligger i kantonen Aigrefeuille-sur-Maine som tillhör arrondissementet Nantes. År 2022 hade Remouillé 1 932 invånare.

## Befolkningsutveckling
Antalet invånare i kommunen Remouillé
| Referens: INSEE |